# Allagash River
Pour la ville du Maine, voir Allagash (Maine).
La rivière Allagash est un affluent de la rivière Saint-Jean, d'environ 105 km de  long  au nord du Maine aux États-Unis. Il prend sa source au lac Eagle, lui-même alimenté par le lac Cliff dans les forêts du nord du Maine, au nord du mont Katahdin.

## Toponymie
Le nom « Allagash » vient de la langue abénaquise, un dialecte des langues algonquines, parlée par la tribu Penobscot , Le mot, / walakéskʸihtəkʸ /, signifie « flux d'écorce ».

## Géographie
L'Allagash est un émissaire du Lac Eagle (anciennement appelé lac Heron Lake) au dépôt Churchill, dans le nord du comté de Piscataquis. À l'origine, il drainait également les lacs Allagash, Chamberlain et Telos, mais dans les années 1840, des barrages furent construits  qui drainèrent leurs eaux dans la branche Est de la rivière Penobscot afin de faciliter transport au sud du littoral du Maine,. Le barrage Lock draine une partie de l’eau du lac Chamberlain à l’extrémité sud du lac Eagle, qui coule ensuite à travers l’Allagash comme elle le ferait naturellement. La distance totale de la source à la confluence avec la rivière Saint-Jean est de 138 km.

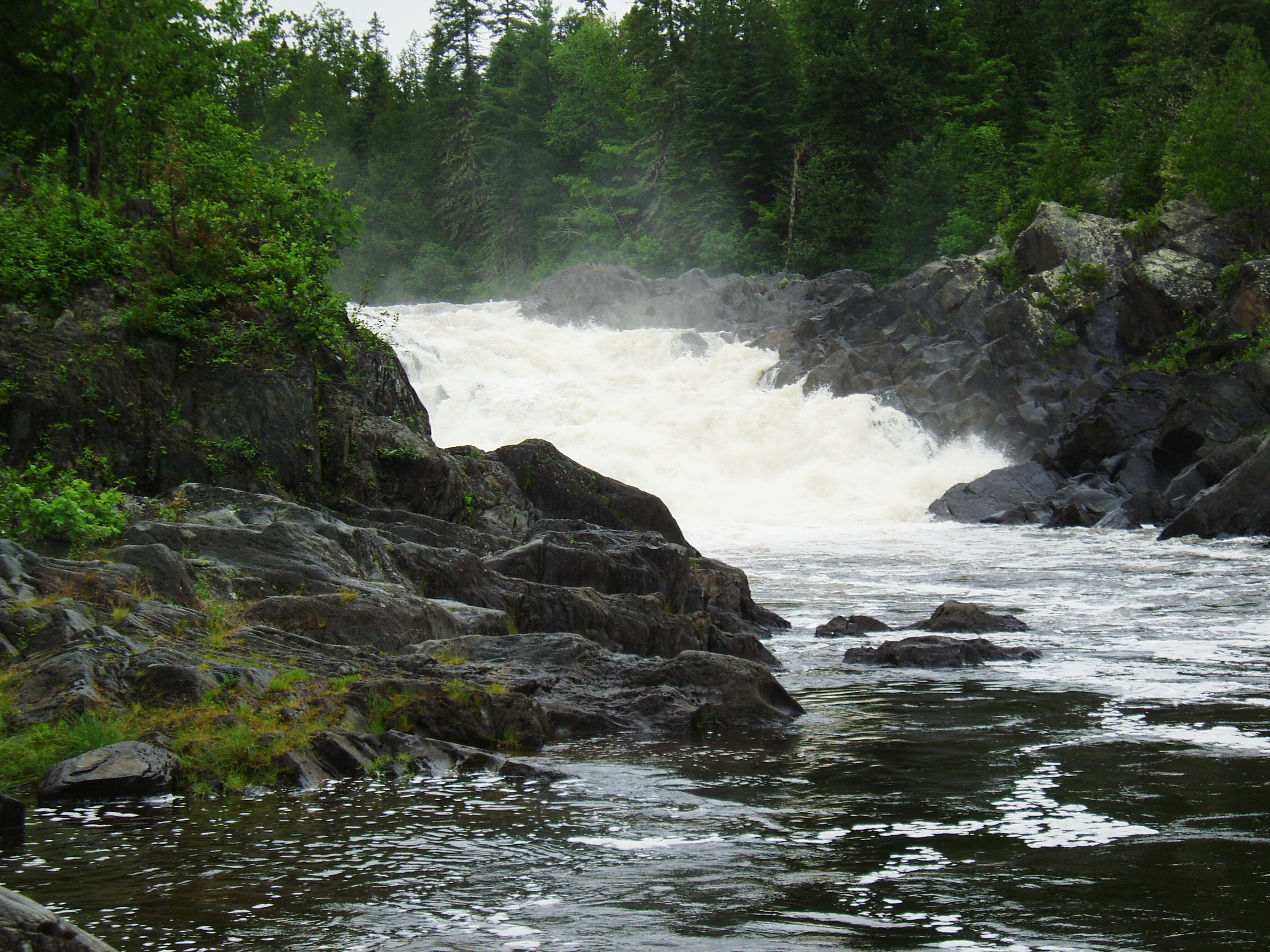
Allagash Falls